# Il Pupazzetto
Il Pupazzetto è stato una rivista illustrata italiana, ideata e pubblicata da Gandolin dal gennaio 1886 al 1890 e poi ripresa dal suo amico Yambo dalla fine del 1900 al 1909.    

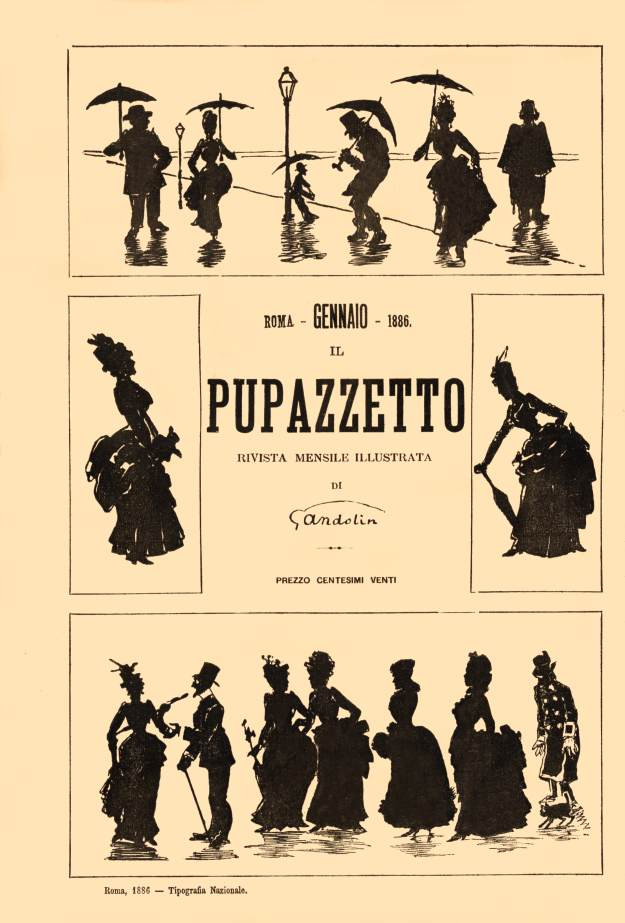
Il Pupazzetto, gennaio 1886.

## Il Pupazzettodi Gondolin
Il Pupazzetto è stato interamente realizzato a Roma dal giornalista genovese Gandolin, pseudonimo di Luigi Arnaldo Vassallo. Questa prima serie si compone di 15 numeri (senza numerazione) pubblicati con cadenza mensile dal gennaio 1886 al novembre 1990. Si tratta di un libretto che veniva regalato agli abbonati de Il Capitan Fracassa ma anche venduto separatamente ed ebbe notevole successo, con tiratura fino a trentacinquemila copie. Alcuni numeri avevano temi fissi come Il pupazzetto parlamentare e Secondo pupazzetto parlamentare, entrambi del 1890 che ritraggono i parlamentari.

## Il Pupazzettodi Yambo
Alla fine dell'anno 1900 Yambo riprende la pubblicazione della testata dando inizio a una nuova serie, stampata a Roma dalla Tipografia G. Scotti e C. La data dell'ultima uscita è il 1908 o il 1909 col numero Il Pupazzetto navale di Yambo, parodia de La nave di Gabriele D'annunzio.